# ۲۰ اردیبهشت
۲۰ اردیبهشت پنجاه و یکمین روز سال در گاه‌شماری خورشیدی است. به پایان سال ۳۱۴ روز (۳۱۵ روز در سال کبیسه) باقی‌است.

## مناسبت‌ها
- روز خرم‌آباد[۱][۲][۳]

## رویدادها
- ۱۳۴۷ - رقابت ۲۰ اردیبهشت ۱۳۴۷ تیم ملی فوتبال ایران با تیم ملی فوتبال هنگ کنگ در جام ملت‌های آسیا ۱۹۶۸
- ۱۳۷۶ - زمین‌لرزه ۱۳۷۶ قائن
- ۱۳۸۸ - انتشار آلبوم تقدیر، شادمهر عقیلی.
- ۱۳۹۳ - حادثه ۲۰ اردیبهشت ۱۳۹۳ هواپیمای فوکر ۱۰۰ پرواز شماره ۸۰۵۳ هواپیمایی آسمان
- ۱۴۰۲ - بازگشایی سومین پایگاه بالگردی هوانیروز سپاه در زاهدان

## زادروزها
- ۱۳۴۶ - مریم هژیروند، بازیگر
- ۱۳۴۷ - رضا عطاران، بازیگر
- ۱۳۴۸ - شهلا جاهد ، پرستار ، مربی مهدکودک ، دانشجوی روان‌شناسی ، همسر دوم موقت ناصر محمدخانی و قصاص شده در پی محکومیت به جنایت قتل فاطمه (لاله) سحرخیزان(خیّر و همسر اول ناصر محمد خانی)[۴]
- ۱۳۵۱ - پیام دهکردی، بازیگر
- ۱۳۵۲ - علیرضا اکبرپور، بازیکن فوتبال
- ۱۳۵۳ - شاهین سپنتا، نویسنده
- ۱۳۶۲ - طناز طباطبایی، بازیگر

## درگذشت‌‌ها
- ۱۳۹۱ - ایرج زهری، نمایشنامه‌نویس
- ۱۴۰۰ - عبدالوهاب شهیدی، موسیقی‌دان و خواننده
- ۱۴۰۳ - کورش نیکنام، نماینده حوزه انتخابیه زرتشتیان در دوره هفتم مجلس شورای اسلامی